# Chumbinho (rodenticida)
O Chumbinho, como é conhecido no Brasil, é um produto clandestino irregularmente utilizado como raticida. Não possui registro na Anvisa, nem em nenhum outro órgão de governo. O agrotóxico Aldicarbe (carbamato Aldicarb) figura como o preferido pelos contraventores, encontrado em cerca de 50% dos ‘chumbinhos’ analisados, a outra metade são organofosforados diversos. O Fluoroacetato de sódio também é vendido ilegalmente com esta mesma denominação, embora em Portugal seja conhecido pelo codinome composto 1080. A Anvisa afirma que a matéria prima para este produto vem de roubo de carga ou entrada ilegal de produtos químicos pela fronteira. 
Seu uso está relacionado intensamente a assassinatos, suicídios, e mortes por intoxicação acidental. Pessoas ou animais que ingerem o chumbinho sentem fortes dores, anseiam vômitos e também perdem o sistema imunológico, além de prejudicar células e tecidos.
Estudos comprovam que seu uso como raticida não é eficiente. Apesar do rato, após comer o veneno, morrer bem próximo ao alimento envenenado. Os estudos do hábito dos ratos demonstram que, comumente, é o mais velho o primeiro a se alimentar, e, logo que ele morre, os mais novos rejeitam o alimento, sendo então aconselhável os anticoagulantes registrados na Anvisa, que, apesar de provocarem uma morte mais lenta, permitem uma maior abrangência do veneno.
Em novembro de 2022 a ANVISA baniu o agrotóxico aldicarbe do mercado brasileiro. A decisão foi adotada diante do alto número de acidentes provocados pelo produto.